# Schisma dicranum
Schisma dicranum là một loài rêu tản trong họ Herbertaceae. Loài này được (Taylor) Stephani miêu tả khoa học lần đầu tiên năm 1909.